# Sissal
Sissal Jóhanna Norðberg Niclasen (fersko: [ˈsɪsːal jɔuˈhanːa ˈnɔɹpɛɹk ˈniːklasɛn]), znana pod umetniškim imenom Sissal, ferska pevka, * 13. februar 1995.

## Zgodnje življenje
Sissal se je rodila v Tórshavnu, glavnem mestu Ferskih otokov ter je hči ferske umetnice Mikkalina Norðberg.

## Kariera
Širši javnosti je postala poznana ko je leta 2005 zmagala na ferskem otroškem pevskem tekmovanju Nósa Barnaprix s pesmijo »Summarið er komið«. Leta 2010 je zmagala na pevskem tekmovanju Ársins Songrødd.
Sissal je svoj prvi EP Hear Me Now izdala leta 2025. Februarja 2025 je bila razglašena za eno od osmih tekmovalk Dansk Melodi Grand Prix, danskega nacionalnega izbora za Pesem Evrovizije 2025. Na izboru je na stopila s pesmijo »Hallucination« ter zmagala in pridobila pravico zastopati Dansko na tem tekmovanju v Baslu. Z zmago na nacionalnem izboru je postala druga ferska umetnica, ki je zastopala Dansko na Evroviziji. Prvi je bil Reiley leta 2023. Nastopila je drugem polfinalu ter se uvrstila v finale, kjer je končala na 23. mestu s 47 točkami. Z uvrstitvi v finale je končala šestletni niz neuvrstitev Danske v finale Evrovizije.

## Zasebno življenje
Leta 2020 se je preselila v København, da bi začela svojo mednarodno glasbeno kariero. Ima dve hčerki.

## Diskografija

### EP
| Naslov      | Podrobnosti                                                                                    |
| ----------- | ---------------------------------------------------------------------------------------------- |
| Hear Me Now | - Objavljeno: 10. januar 2025 - Založba: Pussy Records - Formati: digitalni prenos, pretakanje |

### Pesmi
| Naslov              | Leto | Najvišja uvrstitev na lestvici | Najvišja uvrstitev na lestvici | Najvišja uvrstitev na lestvici | Album / EP  |
| Naslov              | Leto | DEN                            | LTU                            | SWE                            | Album / EP  |
| ------------------- | ---- | ------------------------------ | ------------------------------ | ------------------------------ | ----------- |
| »Summarið er komið« | 2005 | —                              | —                              | —                              |             |
| »Na Na Na«          | 2016 | —                              | —                              | —                              |             |
| »Anyone Better«     | 2017 | —                              | —                              | —                              |             |
| »Stop Thinking«     | 2020 | —                              | —                              | —                              |             |
| »Vanilla Spread«    | 2020 | —                              | —                              | —                              |             |
| »Deep End«          | 2024 | —                              | —                              | —                              | Hear Me Now |
| »Far from Sober«    | 2024 | —                              | —                              | —                              | Hear Me Now |
| »Hear Me Now«       | 2024 | —                              | —                              | —                              | Hear Me Now |
| »Hallucination«     | 2025 | 8                              | 54                             | 8                              |             |